# Эплтон, Эдуард Виктор
Сэр Эдуард Виктор Э́плтон (англ. Sir Edward Victor Appleton; 6 сентября 1892 — 21 апреля 1965) — английский физик, лауреат Нобелевской премии по физике 1947 года «за исследования физики верхних слоёв атмосферы, в особенности за открытие так называемого слоя Эплтона».
Член Лондонского королевского общества (1927), Папской академии наук (1948).

## Биография
Эплтон родился в Брадфорде, Уэст-Йоркшир, образование получил Грамматической школе Хэнсона. В возрасте 18 лет стал лауреатом стипендии в колледже Святого Иоанна в Кембридже, который окончил со учёной степенью в области естественных наук.
Во время Первой мировой войны он присоединился к западному конному полку, а затем был переведён в королевские инженеры. После возвращения со службы, в 1920 году, Эпплтон стал помощником демонстратора по экспериментальной физике в Кавендишской лаборатории. Он занимал должности профессора физики Королевского колледжа в Лондоне (1924—1936) и профессора натурфилософии в Кембриджском университете (1936—1939). С 1939 по 1949 год был секретарём Департамента научных и промышленных исследований. В 1941 году пожалован в рыцари. В 1947 году получил Нобелевскую премию по физике за вклад в изучение ионосферы, что привело к развитию радиолокации.
С 1949 года до своей смерти в 1965 году он был главой (вице-канцлер) Эдинбургского университета. В 1956 году был приглашён на «Би-би-си» для участия в ежегодных лекциях. В серии из шести радиопередач, под названием «Наука и нация», Эплтон осветил многие аспекты научной деятельности Великобритании того времени.

## Награды и признание
- Премия Морриса Либманна (1929)
- Медаль Хьюза (1933)
- Бейкеровская лекция (1937)
- Медаль и премия Гутри (1942)
- Кельвиновская лекция (1945)
- Медаль Фарадея (1946)
- Нобелевская премия по физике (1947)
- Королевская медаль (1950)
- Медаль Альберта (Королевское общество искусств) (1950)
- Медаль почёта IEEE (1962)
- Орден Бани
- Орден Британской империи.

В его честь были названы:
- Лаборатория Резерфорда — Эплтона
- Медаль и премия Института физики Эдуарда Эплтона
- Лунный кратер Эплтон[англ.]
- Академия Эплтон[англ.]
- Башня Эплтон[англ.]